# قانون عزل الإمبراطور

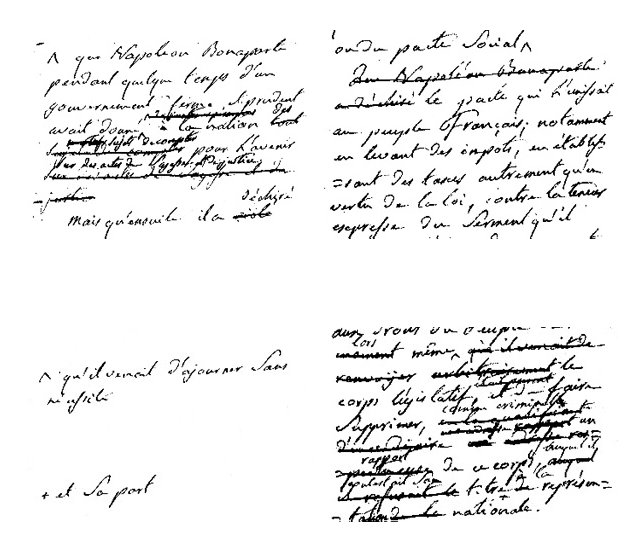
مسودة قانون عزل الإمبراطور

قانون عزل الإمبراطور (الفرنسية : Acte de déchéance de l'Empereur) كان قانونًا أقره مجلس الشيوخ المحافظ في 2 أبريل 1814، والذي عزل نابليون الأول من منصب إمبراطور الفرنسيين.

## خلفية
منذ أن أطاحت الثورة الفرنسية بالملك لويس السادس عشر، كانت فرنسا في حالة حرب دائمة تقريبًا مع معظم دول أوروبا. أدى عدم الاستقرار السياسي المزمن وهدير الحرب المستمر إلى خلق بيئة مواتية للانقلاب العسكري، الذي استغله الجنرال بونابرت في 18 برومير، حيث أنشأ القنصلية الفرنسية في دستور العام الثامن، بقيادة ثلاثي متساوي. وبعد عامين، تم تعديل الدستور إلى دستور العام العاشر، مما جعل بونابرت القنصل الأول مدى الحياة. وأخيرًا، في 18 مايو 1804، أقر مجلس الشيوخ دستور السنة الثانية عشرة. تأسيس إمبراطور، بونابرت، أطلق على نفسه اسم "نابليون الأول، إمبراطور الفرنسيين". توج نابليون إمبراطورًا في 2 ديسمبر 1804، ليبدأ بذلك الإمبراطورية الفرنسية الأولى.
سلسلة من الكوارث والصراعات التي شنها نابليون، مثل حرب شبه الجزيرة وحرب التحالف السادس والغزو الفرنسي لروسيا، أدت إلى القضاء تقريباً على الجيش الكبير الساحق في السابق. بحلول فبراير 1814، كان الجيش الفرنسي منهكًا للغاية لدرجة أنه حتى بعد الفوز بكل معركة في حملة الأيام الستة، لم يتمكن من إيقاف زحف الحلفاء على الأراضي الفرنسية في طريقهم إلى باريس.
وصل الحلفاء إلى ضواحي باريس في أواخر شهر مارس، وتمكن تاليران من تولي مهمة التفاوض على استسلام مارمونت، الذي دافع عن العاصمة. في 31 مارس، تناول تاليران العشاء في فندقه مع فريدريك فيلهام الثالث ملك بروسيا وألكسندر الأول ملك روسيا، وتوسل من أجل استعادة البوربون، بحجة أن مجلس الشيوخ سوف يدعم الخطة.

## القانون
في الأول من أبريل عام 1814، انتخب مجلس الشيوخ المحافظ تاليران رئيسًا لحكومة مؤقتة مكونة من خمسة أعضاء. 
وفي صباح اليوم التالي، اقترح تاليران وبارتيليمي، رئيس مجلس الشيوخ،  اقتراحًا بعزل نابليون وبيت بونابرت  وتعيين كونت بروفانس على العرش كملك لويس الثامن عشر.
في 3 أبريل، صوّت مجلس الشيوخ على نصّ يُفصّل أسباب عزل نابليون. واتّهم المجلس الإمبراطور بانتهاكات عديدة لدستور السنة الثانية عشرة، الذي أقرّه المجلس بنفسه على مرّ السنين. نُشرت محاضر الاجتماع في صحيفة "لو مونيتور يونيفرسال" بتاريخ 4 أبريل.  
تنص الفقرة الأخيرة على ما يلي: يُعلن مجلس الشيوخ ويُقرر ما يلي: 1. يُعزل نابليون بونابرت عن العرش، ويُلغى حق الخلافة في عائلته. 2. يُعفى الشعب والجيش الفرنسيان من يمين الولاء له. 3. يُحال هذا المرسوم إلى الدوائر والجيوش، ويُعلن فورًا في جميع أنحاء العاصمة.

## العواقب

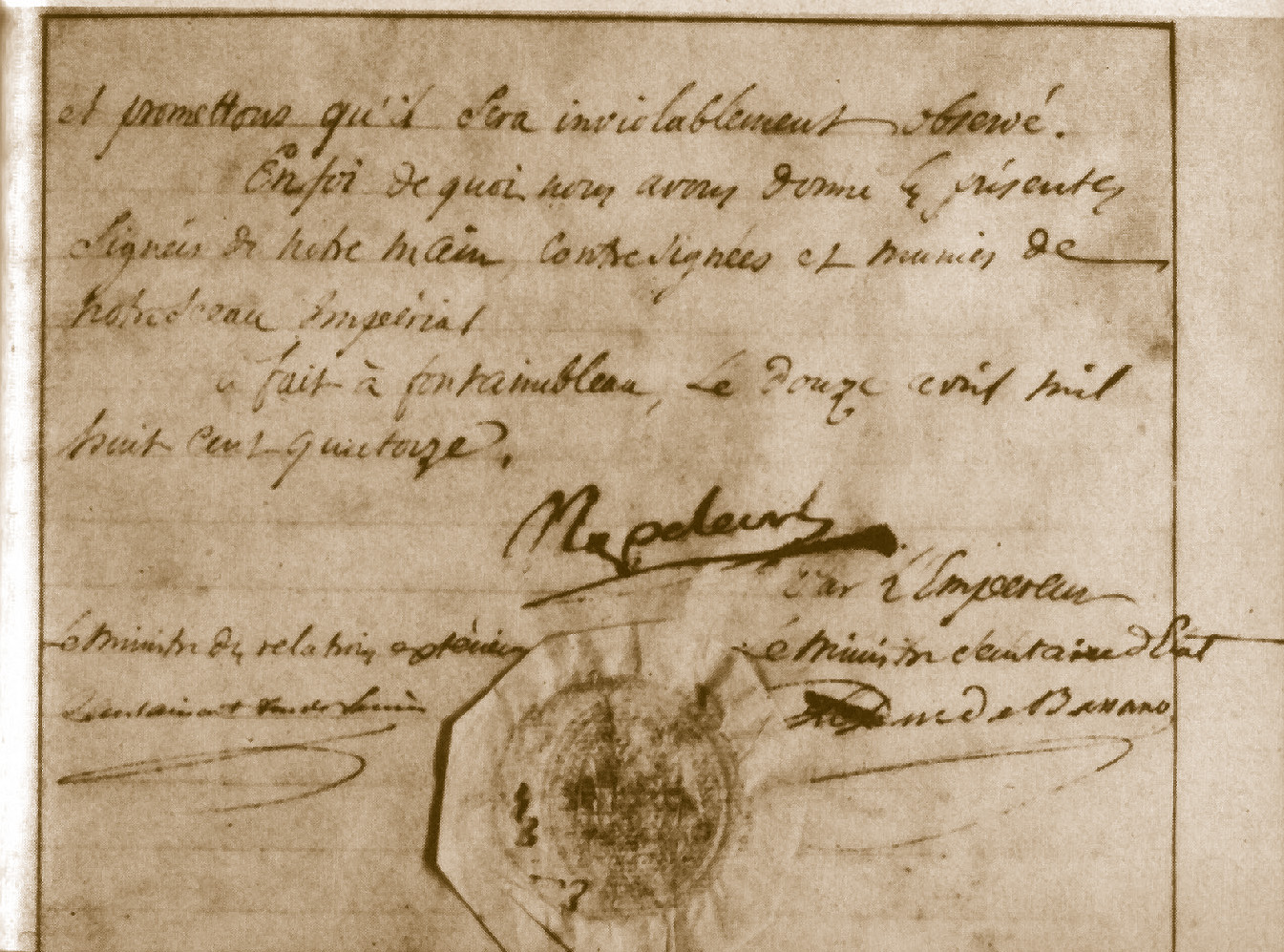
تنازل نابليون عن العرش

في 11 أبريل، بعد محاولته وضع ابنه على العرش، تنازل نابليون عن العرش دون قيد أو شرط. سمح له الحلفاء بالاحتفاظ بلقب الإمبراطور، لكنهم نفوه إلى إلبا. حاول نابليون العودة إلى السلطة في 26 فبراير 1815، مما أدى إلى المائة يوم. هُزم في معركة واترلو وسُجن في جزيرة سانت هيلينا النائية مدى الحياة.
في السنوات التالية، كان قانون عزل الإمبراطور بمثابة اختبار حاسم للولاء لبيت بوربون.